# Sixten Neiglick
Gustaf Sixten Neiglick (i riksdagen kallad Neiglick i Uddevalla), född 4 november 1862 i Naverstads socken, Göteborgs och Bohus län, död 22 september 1925 i Uddevalla församling, Göteborgs och Bohus län, var en svensk borgmästare och politiker (liberal). 
Sixten Neiglick var son tilltill överstelöjtnanten och riksdagsmannen Carl Anders Neiglick.Han avlade hovrättsexamen vid Uppsala universitet 1886 och gjorde sedan karriär i det civila och militära domstolsväsendet. Han var borgmästare i Uddevalla stad från 1899 till sin död 1925.
Neiglick var riksdagsledamot i andra kammaren 1903-1908 för Uddevalla och Strömstads valkrets, 1909-1911 för Uddevalla stads valkrets och i första kammaren 1912-1919 för Göteborgs och Bohus läns valkrets. I riksdagen tillhörde han Liberala samlingspartiet. Han var bland annat ledamot i bankoutskottet 1909-1917 samt 1919. Som riksdagsledamot engagerade han sig bland annat i löne- och pensionsfrågor samt i processrätt. Exempelvis motionerade han om sinnesundersökning för de personer som i underrätt dömts till döden eller livstids straffarbete.